# Canfosfamide
Canfosfamide, INN, is een stikstofmosterd prodrug. Het is een krachtig alkyleringsmiddel dat bij de gerichte behandeling van tumoren zou kunnen worden ingezet. Canfosfamide wordt ontwikkeld door het Amerikaanse bedrijf Telik, voorheen Terrapin Technologies. De merknaam is Telcyta, voor canfosfamide hydrochloride. Het was anno 2012 nog niet op de markt. Telik is op zoek naar partners om het middel verder te ontwikkelen en op de markt te brengen.

## Werking
De prodrug canfosfamide heeft een glutathionachtige structuur en wordt geactiveerd door het iso-enzym glutathion S-transferase P1-1 (GST P1-1). Dit enzym is overmatig aanwezig in vele kankercellen bij de mens. Wanneer GST P1-1 zich in een tumorcel aan canfosfamide bindt, ontbindt dat en komt het actieve stikstofmosterdfragment vrij, dat apoptose, celdood, veroorzaakt.
Tumorcellen die hoge niveaus van GST P1-1 vertonen zijn in in-vitrostudies gevoelig gebleken voor canfosfamide. In klinische studies is canfosfamide, alleen of in combinatie met andere cytotoxische agentia, goed verdragen en effectief gebleken.